# New England Patriots
New England Patriots, znani także jako „The Pats” – zawodowy zespół futbolu amerykańskiego z siedzibą w Foxborough, w stanie Massachusetts.
Początkowo zespół nosił nazwę Boston Patriots, którą zmieniono po przeniesieniu siedziby zespołu do Foxborough w roku 1971.
Patriots byli drużyną założycielską ligi American Football League. W roku 1970, w ramach połączenia lig, zespół stał się członkiem NFL.
Drużynie udało się 4 razy przejść do fazy play-off, zanim zadebiutowała w finałach ligi – Super Bowl XX w styczniu 1986. Patriots przegrali w nim z zespołem Chicago Bears. Ponownie, w roku 1997, drużyna zagrała w finale Super Bowl XXXI, znów przegrywając, tym razem z Green Bay Packers.
W latach 2001–2004, Patriots zostali drugim zespołem w historii ligi NFL (po Dallas Cowboys), który wygrał trzy finały Super Bowl w cztery lata: XXXVI w 2001, XXXVIII w 2003 oraz XXXIX w 2004, a także siódmym (i do dziś ostatnim) zespołem, który wygrał Super Bowl rok po roku. Ponowne mistrzostwo zdobyli w 2015, Super Bowl XLIX, pokonując w Arizonie drużynę Seattle Seahawks wynikiem 28:24. MVP spotkania został Tom Brady.
Piąty tytuł zdobyli w 2017 w Houston w Super Bowl LI, pokonując Atlanta Falcons 34:28 po dogrywce, pierwszej w historii Super Bowl. Był to najwyższy zwycięski powrót do gry; Patriots przegrywali 25 punktami (3:28) na 18 minut przed końcem (poprzednia, najwyższa strata, po której udało się wygrać mecz w Super Bowl to 10 punktów).
W 2019 wygrali 13–3 z Los Angeles Rams w Super Bowl LIII. Był to ich szósty tytuł, przez co zrównali się z liczbą wygranych finałów z dotychczas najlepszą drużyną w historii NFL Pittsburgh Steelers.

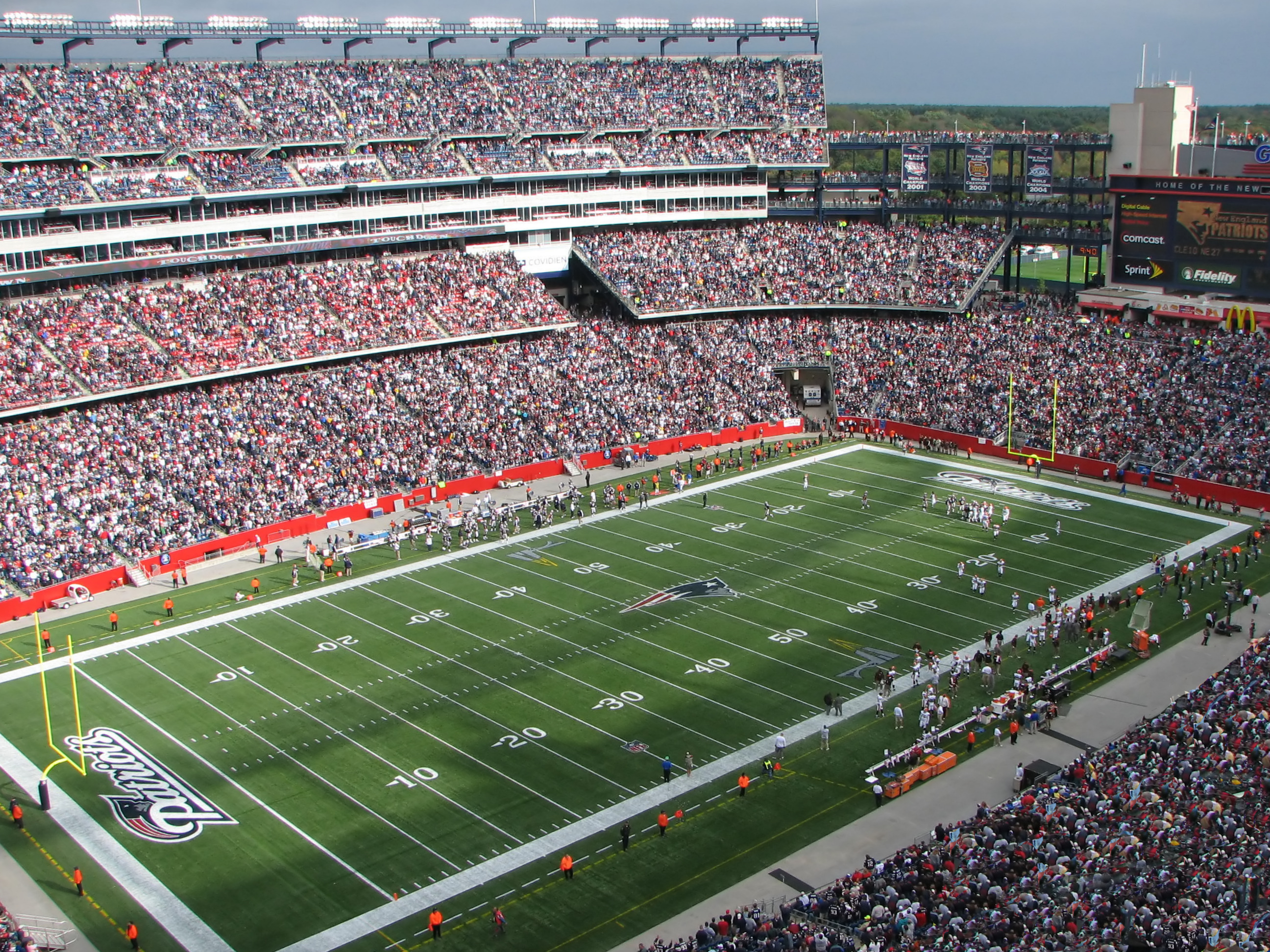
Gillette Stadium w Foxborough

Zawodnicy polskiego pochodzenia w Patriots: Tom Brady (2000–2019), Rob Gronkowski (2010–), Glenn Gronkowski (2016–), Stephen Gostkowski (2006–), Gene Mruczkowski (2008), Dan Gronkowski (2011).